# 卡西奥·马加尔维斯·费尔南德斯
卡西奥·马加尔维斯·费尔南德斯（Cássio Magalhaes Fernandes，1987年2月11日—），简称卡西奥（Cássio）是一名巴西职业足球运动员，司职防守中场或中后卫。现在效力于以色列足球超级联赛球队谢莫纳城钢铁工人。

## 俱乐部生涯
卡西奥在巴西球队路德大学体育 开始职业足球生涯，2007年前往塞浦路斯，先后效力于AEK拉纳卡和埃赫纳埃斯尼科斯。
2012年3月3日，卡西奥和中国足球超级联赛球队长春亚泰签约。 他在赛季结束后未能和长春亚泰续约。
2013年6月，他转投以色列足球超级联赛球队谢莫纳城钢铁工人。